# St. Peter und Paul (Hopfen am See)

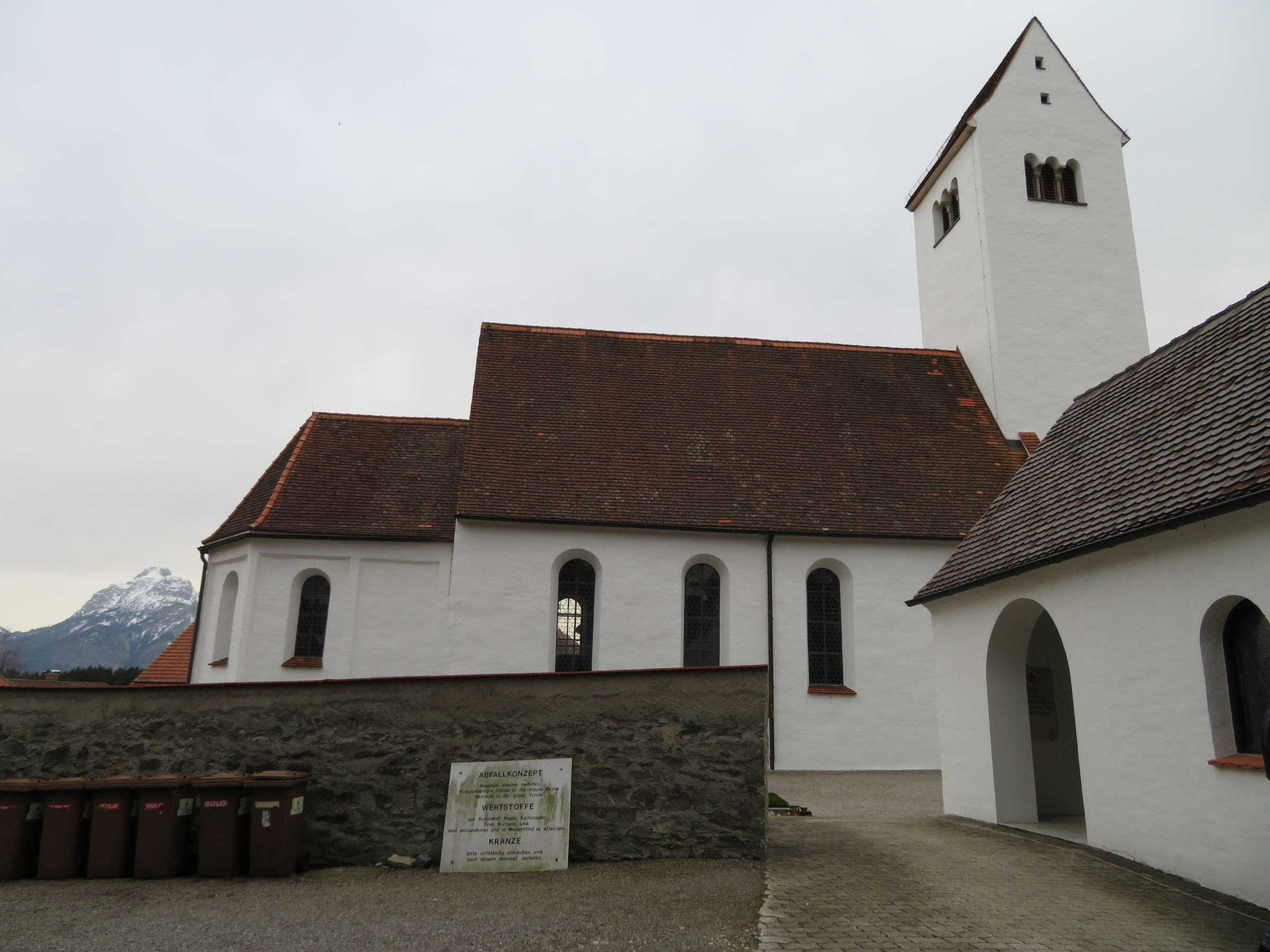
Kirche St. Peter und Paul von Norden

Die Kirche St. Peter und Paul ist die katholische Pfarrkirche von Hopfen am See. Sie steht auf einer Anhöhe östlich des Hopfensees innerhalb des ummauerten Friedhofs. Das Gebäude steht unter Denkmalschutz.

## Baugeschichte
Das Peter-und-Paul-Patrozinium, das auch in der Füssener Pfarrei anzutreffen ist, spricht für ein hohes Alter der Hopfener Kirche. Der erste Bau dürfte nach dem Jahr 1000 errichtet worden sein. Der Turm der heutigen Kirche wird aufs 12. Jahrhundert datiert. Aus der Zeit der Gotik stammt der Chor, der 1434 unter Pfarrer Konrad Binswang errichtet wurde. Möglicherweise wurde danach das Langhaus um- oder neu gebaut.
St. Peter und Paul weist Spuren mehrerer Epochen auf: Das Kircheninnere wurde wohl im 15. Jahrhundert mit Fresken geschmückt. Um 1500 erhielt die Kirche einen neuen gotischen Hochaltar, um 1690 barocke Altäre und 1746/1747 eine Stuckdekoration von Joseph Fischer aus Faulenbach.
1731/1733 fand eine Innen- und Außenrenovierung statt. Unter anderem wurden damals in die nördliche Langhauswand drei neue Fenster gebrochen, weil die Lichtverhältnisse in der alten Kirche schlecht waren; zuvor hatten sich dort nur zwei runde Fenster befunden. 1739/1740 wurde neues Kirchengestühl aufgestellt, 1746 wurde der Chor stuckiert. Im Zuge dieser Maßnahme wurde der Bogen des alten gotischen Chores gesprengt. 1747 erhielt das Langhaus eine neue Decke, die ebenfalls stuckiert wurde. In den Folgejahren erhielt die Kirche ein neues Dach und einen neuen Kanzelaufgang, der auf der Außenseite der Kirche lag.
Von 1889 bis 1894 wurde St. Peter und Paul unter Pfarrer Konstantin Kögel wieder sowohl innen als auch außen renoviert. Damals wurden neue Altarblätter eingesetzt und ein neuer Tabernakel aufgestellt. Die Kirche erhielt zwei farbige Fenster, außerdem wurden Fassarbeiten vorgenommen. Die Kosten beliefen sich auf 6200 Mark.
1938/1839 fand eine Innenrenovierung unter Ferdinand Benz statt. Dabei wurde ein Teil der gotischen Fresken wiederentdeckt. Die Renovierung betraf die Altäre, die Kanzeln und den Kirchenraum. Die Sakristei wurde nach Westen erweitert.
1956 erhielt die Kirche einen neuen Außenputz und ein neues Dach, 1960 neue Fenster, 1968 eine elektrische Bankheizung. Unter Pater Pius Waldenmeier fand 1980/1981 die nächste Außenrenovierung statt, 1982 bis 1984 wieder eine Innenrenovierung, die Volksaltar, Ambo, Beichtstuhl und Tabernakel betraf. 1989 erhielt die Kirche eine neue Orgel. In diesem Jahr wurde auf der Nordseite der Kirche am Beginn der Orgelbrüstung ein weiteres gotisches Fresko entdeckt.

## Bauwerk

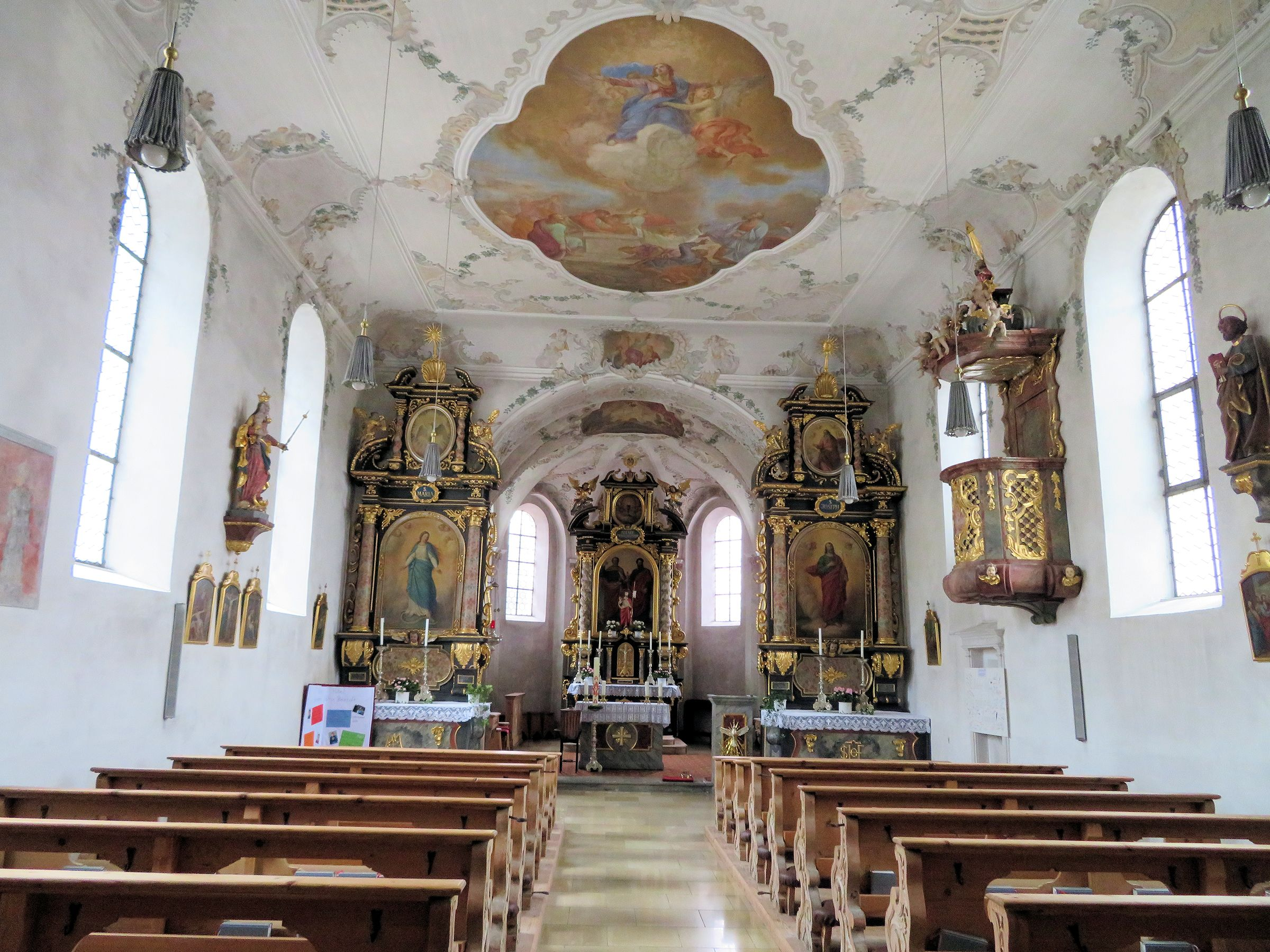
Blick zu den Altären

Die Kirche ist etwa 26 Meter lang und besitzt einen romanischen Turm aus Bruchsteinmauerwerk, der westlich des geosteten Langhauses steht. Diese Anordnung ist im Füssener Gebiet recht selten anzutreffen. Der Turm ist rund 28 Meter hoch. Turm und Kirche tragen steile Satteldächer. Der Turm weist rundbogige Schallarkaden auf. Auf der Westseite besitzen diese nur zwei Öffnungen, auf den anderen Seiten drei. Ihre Säulen sind mit profilierten Basen, Würfelkapitellen mit Halsringen und ausladenden Kämpfern versehen.
Das Langhaus weist drei Fensterachsen auf. Der eingezogene Chor, dessen ursprüngliche spitzbogige Fenster abgerundet wurden, weist einen 5⁄8-Schluss auf. Das Langhaus besitzt ein Spiegelgewölbe, dessen Hohlkehle im Stil der Herkomerschule zur aufsteigenden Wand überleitet. Vom Chorbogen wird die Hohlkehle leicht angeschnitten. Im westlichen Teil des Langhauses befindet sich eine 4,80 Meter tiefe Orgelempore.
Im südlichen Winkel zwischen Chor und Langhaus befindet sich die Sakristei mit Pultdach und Kreuzgratgewölbe. Ein Verbindungsbau führt zum halbrund gestalteten Kanzelaufgang. Am westlichen Ende der südlichen Langhauswand ist ein gotisches Vorzeichen angebaut, das einen spitzbogigen Eingang hat. In den Innenwänden des Vorzeichens befinden sich auf der westlichen Seite drei Figurennischen. An den Wänden der nördlichen Hälfte sind diverse Grabplatten angebracht.

## Inneres

### Grabplatten
Die Grabplatten im gotischen Vorzeichen stammen aus dem 18. Jahrhundert. Eine farbige Sandsteinplatte mit der Darstellung eines grinsenden Gerippes in Reliefform wurde um 1710 gestaltet. Das Gerippe sitzt auf einer Truhe und hält eine Fahne in den Händen. Symbole der Vergänglichkeit wie eine Sanduhr, ein zerbrochenes Schwert, Gewürm, eine Sichel und ein Kind mit Seifenblasen umgeben die Darstellung. Eine Kartusche enthält den Satz Mors: ubi est victoria tua („Tod, wo ist dein Sieg?“). Die Platte trägt keine Namensaufschrift, doch weisen zwei Siegel darauf hin, an welche Toten sie erinnern soll: Magnus Stapf (1640–1710) war freybergischer Amtmann von Hopferau und wurde in Hopfen begraben. Sein gleichnamiger Sohn wurde in Freiburg begraben.

### Gotische Fresken

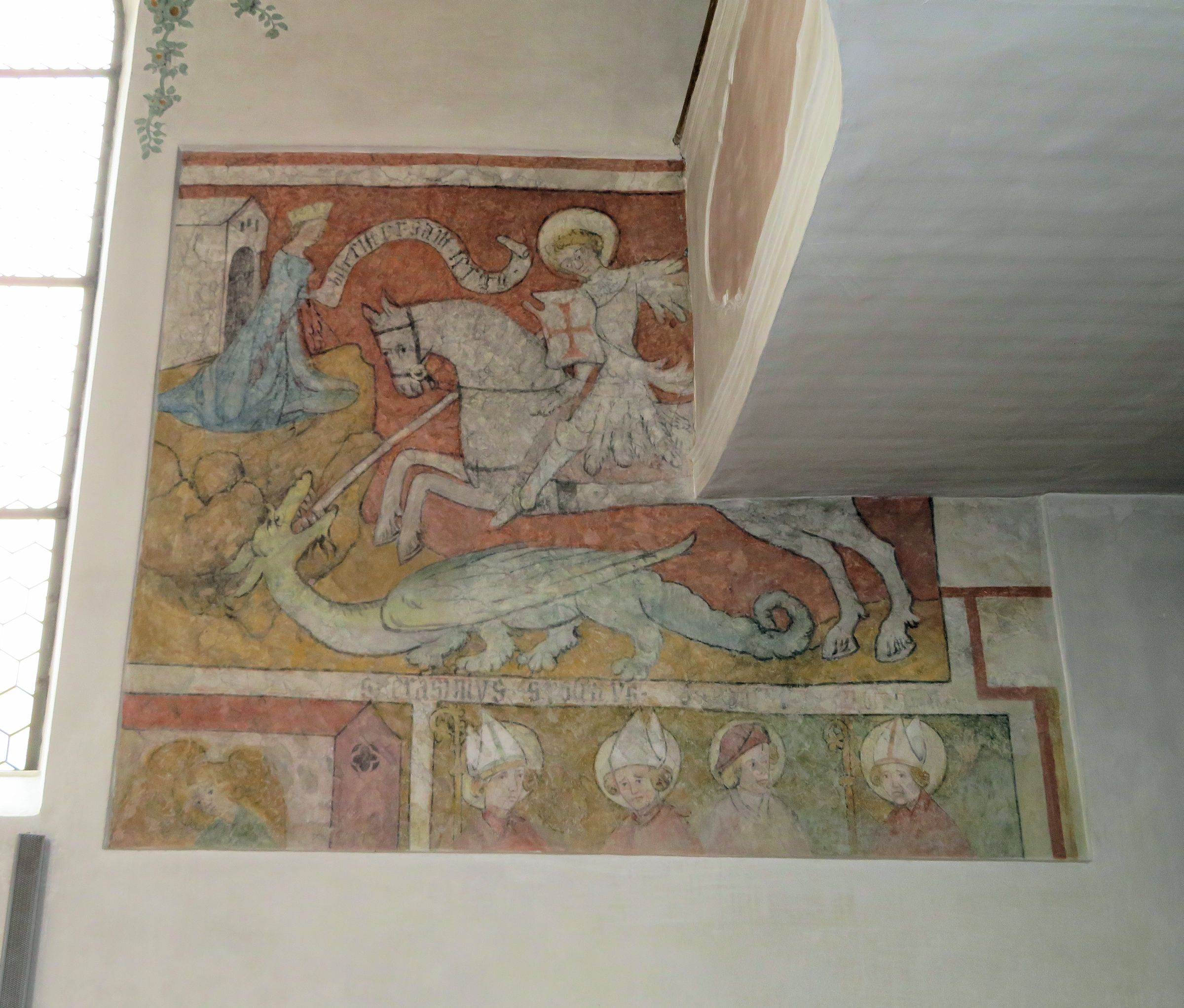
Freigelegte gotische Fresken an der Südwand

Durch das Vorzeichen gelangt man auf der südlichen Seite in das Langhaus der Kirche. An der Südwand befinden sich einige der 1938/1939 wiederentdeckten und freigelegten gotischen Fresken. Das größte der erhaltenen Bilder wird von der Orgelempore angeschnitten. Es zeigt St. Georg im Kampf mit dem Drachen; die bedrohte Königstochter hält ein Schriftband mit dem Text „hilf ritter sant iergg“.
Darunter befinden sich zwei weitere, kleinere Gemälde. Das rechte Bild zeigt drei Bischöfe und einen Heiligen. Die Namensbeischriften sind zum größeren Teil nicht mehr lesbar. Es könnte sich um eine Darstellung von Erasmus, Ulrich, Ludolph und Wikterp handeln; die beiden Letztgenannten waren im 8. und 10. Jahrhundert Bischöfe der Augsburger Kirche.
Links davon findet sich die Darstellung eines geneigten Engelskopfes.
Auf der Nordwand des Langhauses wurden nicht alle erhaltenen Fresken freigelegt. Zu sehen ist ein Teil einer Anbetung der Könige, wobei aber nur zwei der drei Könige sich im freigelegten Bereich des Gemäldes befinden. Links der Anbetungsszene finden sich vier Heilige. Unter Putz befindet sich an dieser Wand, etwa gegenüber der Georgsdarstellung, ein Gemälde mit dem heiligen Christophorus, im Westen daran anschließend eine Kreuzigungsszene, die erst 1989 entdeckt wurde. Weitere Freskenreste unter Putz befinden sich an der südlichen Chorwand. Man kann davon ausgehen, dass im frühen 15. Jahrhundert die gesamte Kirche mit Fresken ausgemalt wurde, vielleicht im Zusammenhang mit der Errichtung des gotischen Chores. Von welcher Hand diese Malereien stammen, ist unbekannt. Sie gehören zu den ältesten Gemälden ihrer Art im Füssener Land.

### Stuck

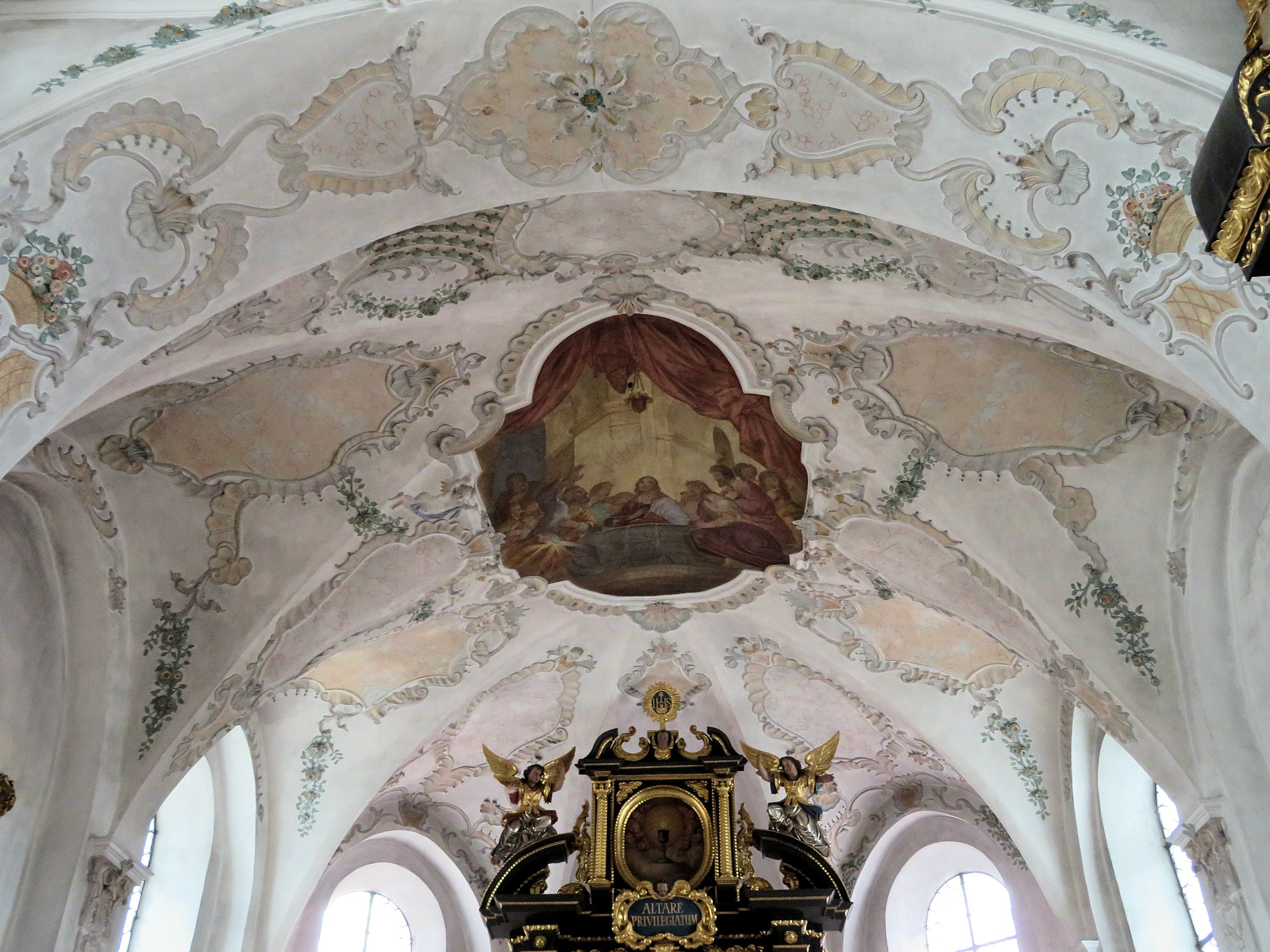
Blick ins Chorgewölbe

Sowohl archivalisch als auch stilkritisch ist die Herkunft der Stuckierungen gesichert. Joseph Fischer aus Faulenbach schuf zunächst einen Entwurf, der aber nicht zur Ausführung kam. Dieser kolorierte Entwurf ist erhalten geblieben und unterscheidet sich von der tatsächlich ausgeführten Stuckausschmückung der Kirche durch größere Reichhaltigkeit und eine kleinere Deckenfläche. Fischer schuf die Stuckierungen offensichtlich bereits in Hinblick auf eine Ausmalung der Kirche. Allerdings blieb das westliche Rahmenfeld des Langhauses unausgemalt. Der Grund dafür könnte im Einbau der Orgelempore gelegen haben, die den Blick auf das Gemälde verhindert hätte. Die übrigen Rahmenfelder wurden 1828 durch Deckengemälde von Alois Keller aus Pfronten gefüllt.

### Deckenbilder

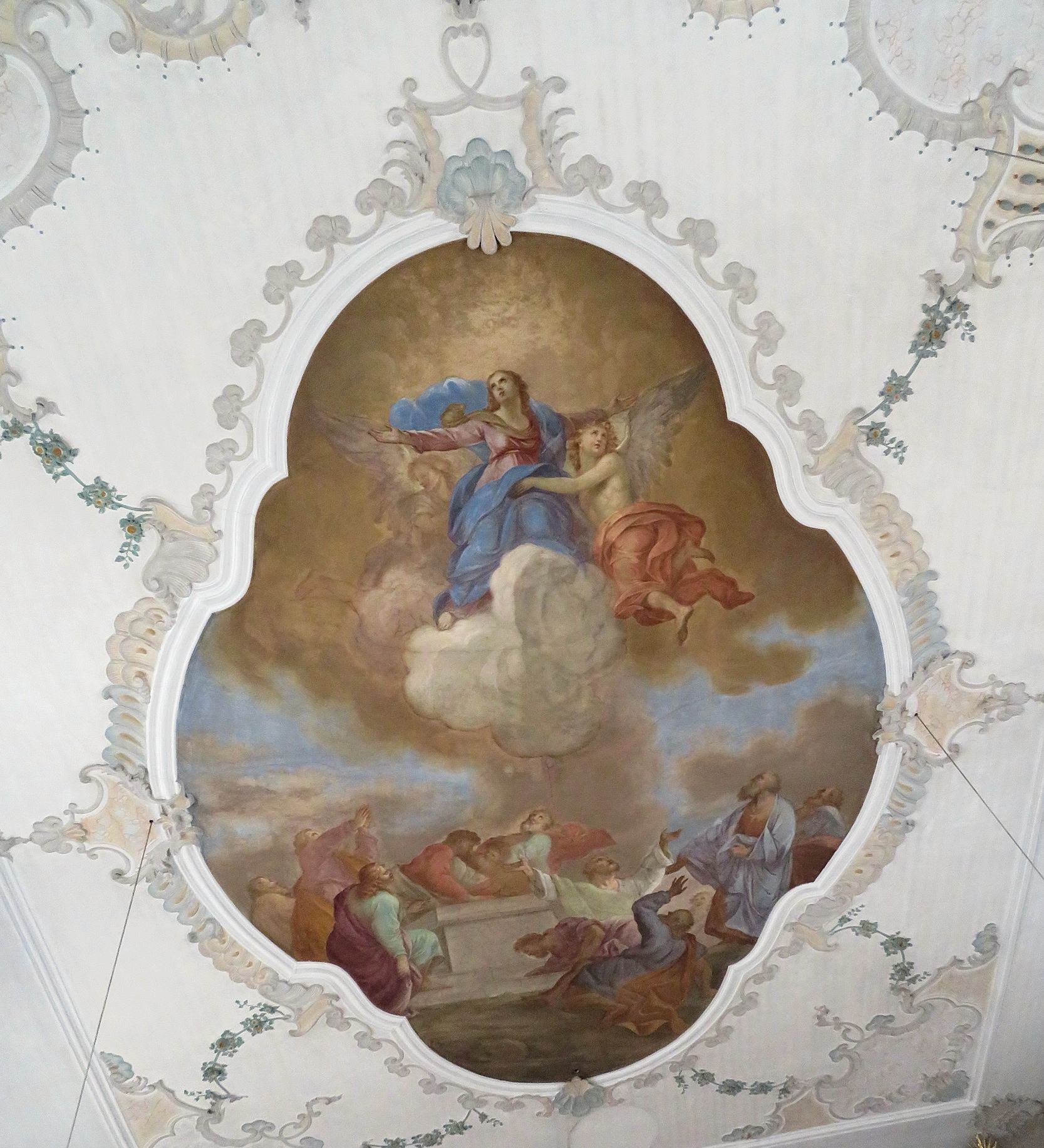
Aufnahme Mariens in den Himmel

Die Darstellung im Chor zeigt das letzte Abendmahl, oberhalb des Chorbogens stellte Keller Glaube, Liebe und Hoffnung dar, die durch drei Frauen mit Kreuz und Kelch, Anker und Kind symbolisiert werden, das Langhausfresko zeigt die Aufnahme Mariens in den Himmel: Gestikulierende und nach oben blickende Apostel umstehen das leere Grab der Gottesmutter. Diese wird von Engeln in den Himmel getragen; Wolken entziehen sie den Blicken der Apostel auf der Erde. Alois Keller war einer der letzten Vertreter einer noch am Barock orientierten Malkunst, die unter dem Einfluss der Augsburger Akademie stand. Klassizismus, Romantik und Nazarenertum hatten zu Kellers Zeit diesen Stil andernorts schon weitgehend abgelöst.

### Kreuzwegbilder
Die Wände des Langhauses sind mit 14 Stationen des Kreuzwegs geschmückt, die Karl Keller aus München, ein Sohn Alois Kellers, 1892 schuf. Er malte die Szenen im Stil des späten Nazarenertums, in dem auch die Altarbilder gehalten sind, auf Kupfertafeln. Die Bilder waren einst mit gotisierenden Naturholzrahmen versehen, sie erhielten 1982/1983 neobarocke Rahmen.

### Altäre

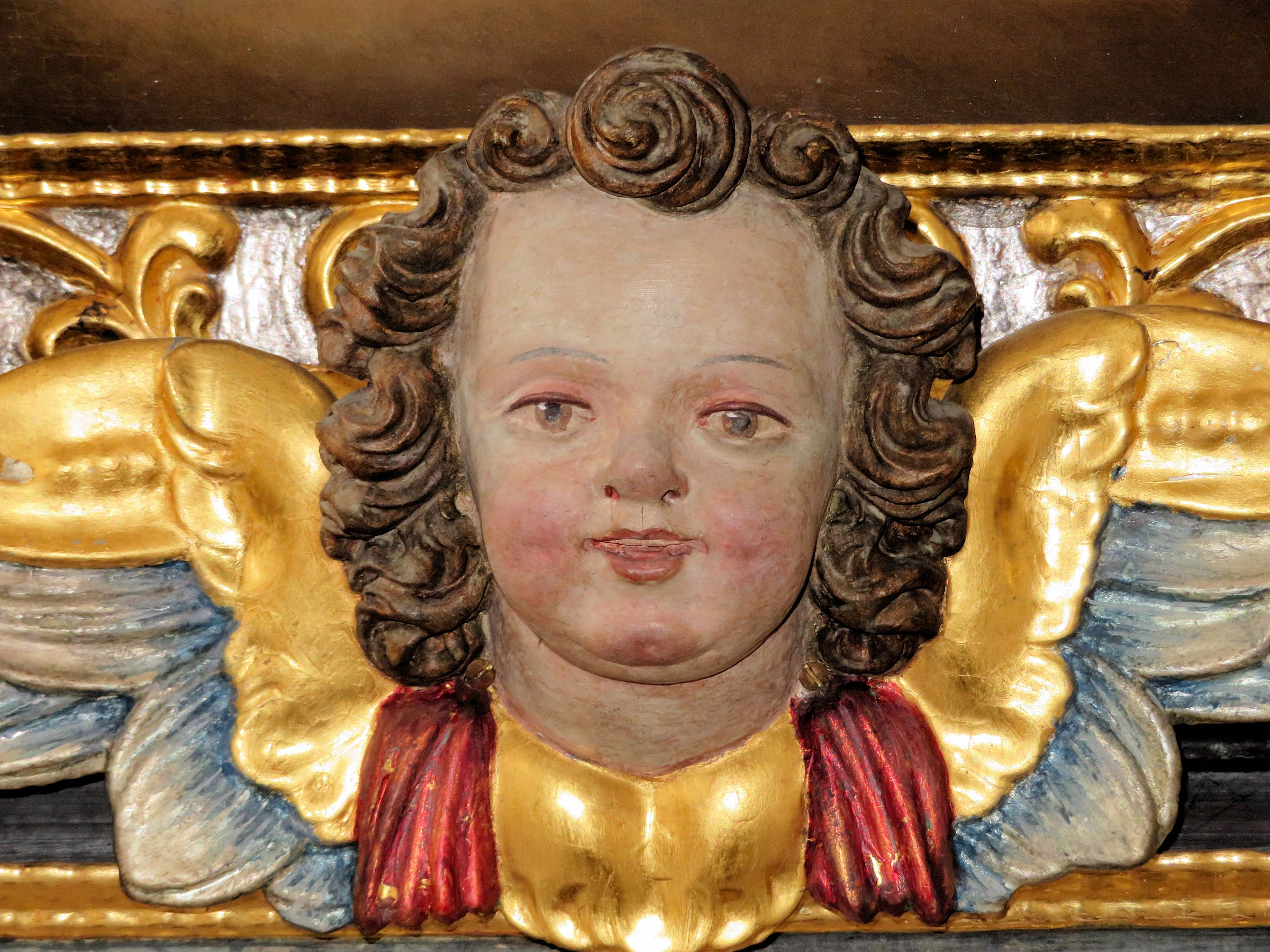
Detail am rechten Seitenaltar

Die einstige gotische Ausstattung der Kirche wurde 1690 im Zuge der Barockisierung beseitigt. Damals wurde die Altäre geschaffen, die im Chor und zu den beiden Seiten des Chorbogens stehen. Sie sind mehr oder weniger gleichartig aufgebaut: Auf dem Altartisch befindet sich die Predella mit Schnitzornament in einem marmorierten Feld – beim Hochaltar der Tabernakel –, darüber ist ein eckiges Altarblatt mit Bogenschluss angebracht, zu dessen beiden Seiten marmorierte Säulen stehen. Die des Hochaltars sind gedreht und mit Weinlaub geschmückt, die Säulen der anderen Altäre schlichter gehalten. Im Mittelpunkt des Auszugs befindet sich jeweils ein ovales Bild, auf den seitlichen Giebelstücken jeweils ein kniender Engel. Die Engelfiguren des Hochaltares stammen noch aus dem Jahr 1690, jene der anderen Altäre aus der Mitte des 18. Jahrhunderts. Bekrönt sind die Altäre jeweils mit einer Strahlensonne mit Monogramm. Am Antependium der Seitenaltäre wiederholen sich diese, das Antependium des Hochaltars weist ein Relief der Muttergottes mit der Darstellung des Ortes Hopfen auf. Als Altarbauer kommt Nikolaus Babel in Frage. Volksaltar und Ambo sind neuzeitlich; sie wurden 1984 von Alois Vogler aus Füssen geschaffen.
Die barocken Altarbilder wurden – wahrscheinlich anlässlich der Renovierung 1889 – durch Gemälde des Oberstdorfer Künstlers Claudius Schraudolph ersetzt. Auf dem Hochaltarbild sind die Patroziniumsheiligen Petrus und Paulus zu sehen; im Auszug ist die Monstranz als Hinweis auf die sakramentale Gegenwart Christi im Tabernakel dargestellt. Das Bild des linken Seitenaltars zeigt die Jungfrau Maria, deren geöffneten Handflächen Gnadenstrahlen entströmen, während sie die Schlange als Symbol des Teufels zertritt. Das Auszugsbild dieses Altars zeigt die Taube als Symbol des Heiligen Geistes. Der rechte Seitenaltar weist im Hauptbild Joseph mit der weißen Lilie als Symbol der Reinheit auf, das Auszugsblatt zeigt Gottvater als den himmlischen Vater Jesu, so dass die drei Auszugsblätter insgesamt die göttliche Dreifaltigkeit symbolisieren.

### Figuren

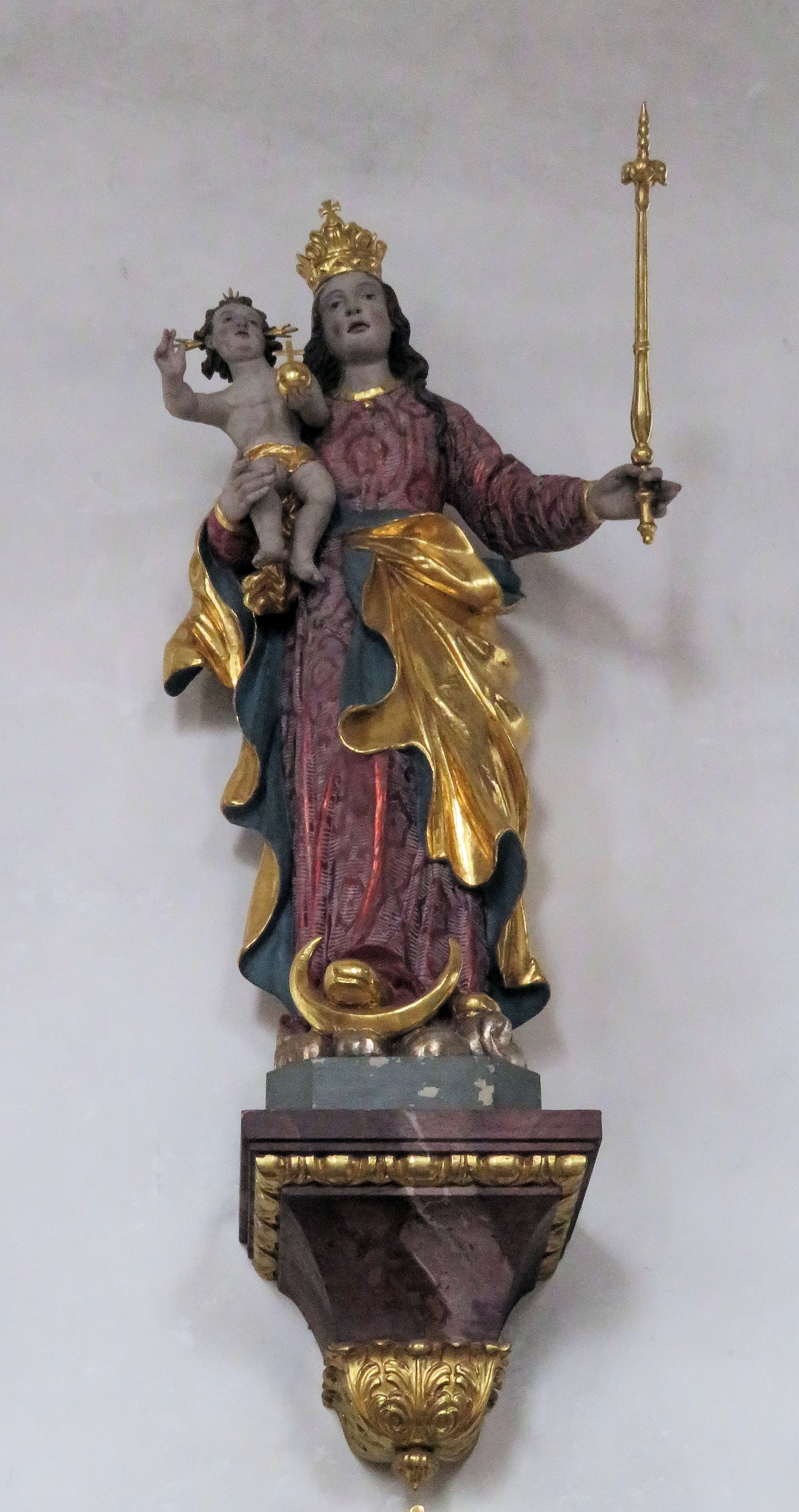
Maria als Himmelskönigin

In der mittleren Nische des Vorzeichens steht eine lebensgroße Figur des Christus im Kerker. Sie ist farbig gefasst und stammt aus der Mitte des 18. Jahrhunderts.
An der Südwand des Langhauses sind Figuren der Patroziniumsheiligen angebracht. Sie stammen wohl vom alten gotischen Hochaltar. Die etwa 1 Meter hohen gotischen Figuren sind farbig gefasst und wurden möglicherweise vom Meister des Imberger Altars, der seine Werkstatt in Kempten hatte und unter dem Einfluss von Hans Multscher und Michael Erhart stand, um 1500 geschaffen.
An der Südwand des Langhauses steht auf einer Konsole eine Figur der Muttergottes als Himmelskönigin aus der Zeit um 1700. Ebenfalls an dieser Wand hängt ein Kruzifixus von 1912 mit neobarocken Ornamenten an den Kreuzesenden. Ein ehemaliges Vortragekreuz im Pfarrhof stammt möglicherweise von Peter Heel aus Pfronten und wird auf die Zeit um 1732 datiert.

### Kanzel
Die Kanzel könnte aus der Zeit der spätbarocken Umgestaltung der Kirche um 1748 stammen. An drei Seiten des Korbes sind geschnitzte Gitterfelder zu sehen. Am Kanzelwulst befinden sich vier Engelsköpfe, von denen der links hinten modern ist. Die Unterseite des Schalldeckels ist als Muschel gestaltet, oben befinden sich sechs Putten, von denen zwei auf der Posaune blasen. Der Aufbau wird durch eine Figur Gottvaters auf der Weltkugel bekrönt, darüber symbolisiert das Auge Gottes die Dreifaltigkeit.

### Gestühl
Das Kirchengestühl stammt wahrscheinlich zum größten Teil aus der Zeit um 1740. Geschnitzte Blattmotive schmücken die in Voluten ausschwingenden Wangen. Der moderne Beichtstuhl aus dem Jahr 1984 wurde der barocken Ausstattung angepasst, das Chorgestühl stammt aus der Zeit um 1889. Aus derselben Zeit stammte auch eine Kommunionbank, die aber im Zuge der Liturgiereform 1968 entfernt wurde.

### Orgel

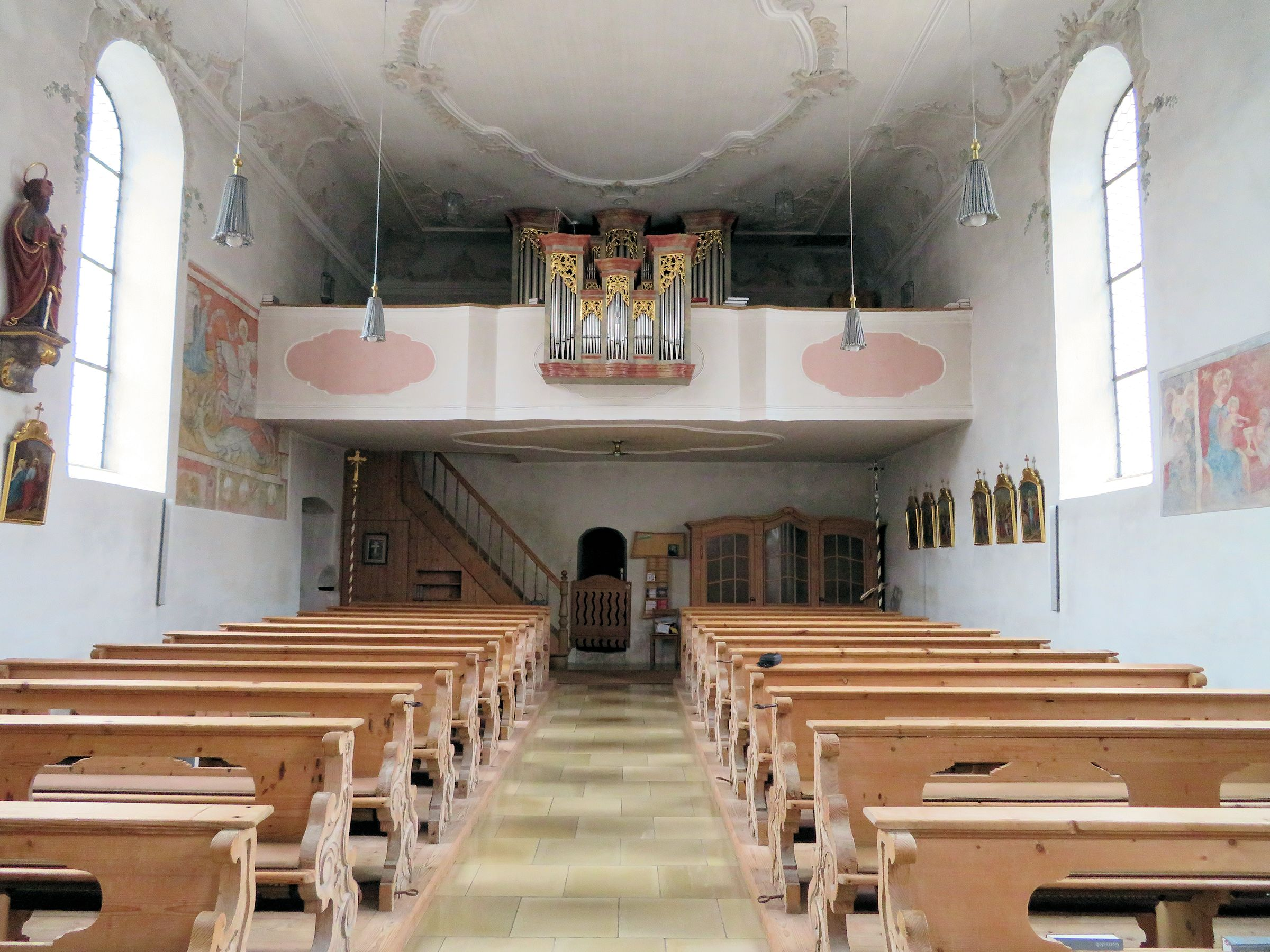
Blick zur Orgelempore, rechts sind die teilweise freigelegten gotischen Fresken an der Nordwand zu erkennen

Bis 1989 befand sich eine Orgel von Hermann Späth aus Füssen in der Hopfener Kirche. Sie war 1910 gebaut worden und wurde in das Museum der Stadt Füssen überführt. Die neue Orgel wurde von der Firma Rieger in Schwarzach/Vorarlberg gebaut. Der Prospekt ist dem barocken Umfeld angepasst. Das Instrument besitzt ein rückwärtiges Hauptwerk und ein Rückpositiv, das in die Brüstung eingebaut ist. Die Orgel umfasst 16 Register auf zwei Manualen und Pedal.

### Glocken
In beiden Weltkriegen büßte die Kirche St. Peter und Paul jeweils Glocken ein: Die im Jahr 1900 angeschafften Glocken von der Firma Hamm in Augsburg in der Stimmung f, g, a, c wurden bis auf eine Glocke im Ersten Weltkrieg abgenommen. 1923 wurden drei neue Glocken in der Stimmung g, a und c bei Gebr. Ulrich in Apolda für die Hopfener Kirche gegossen; sämtliche Glocken wurden 1941 entfernt. Die Kirche erhielt nach dem Zweiten Weltkrieg wieder vier Glocken in der Stimmung f, g, a, c. Diese Glocken aus Euphon-Bronze wurden in Erding bei der Firma Czudnochowsky gegossen.

## Kirchfriedhof

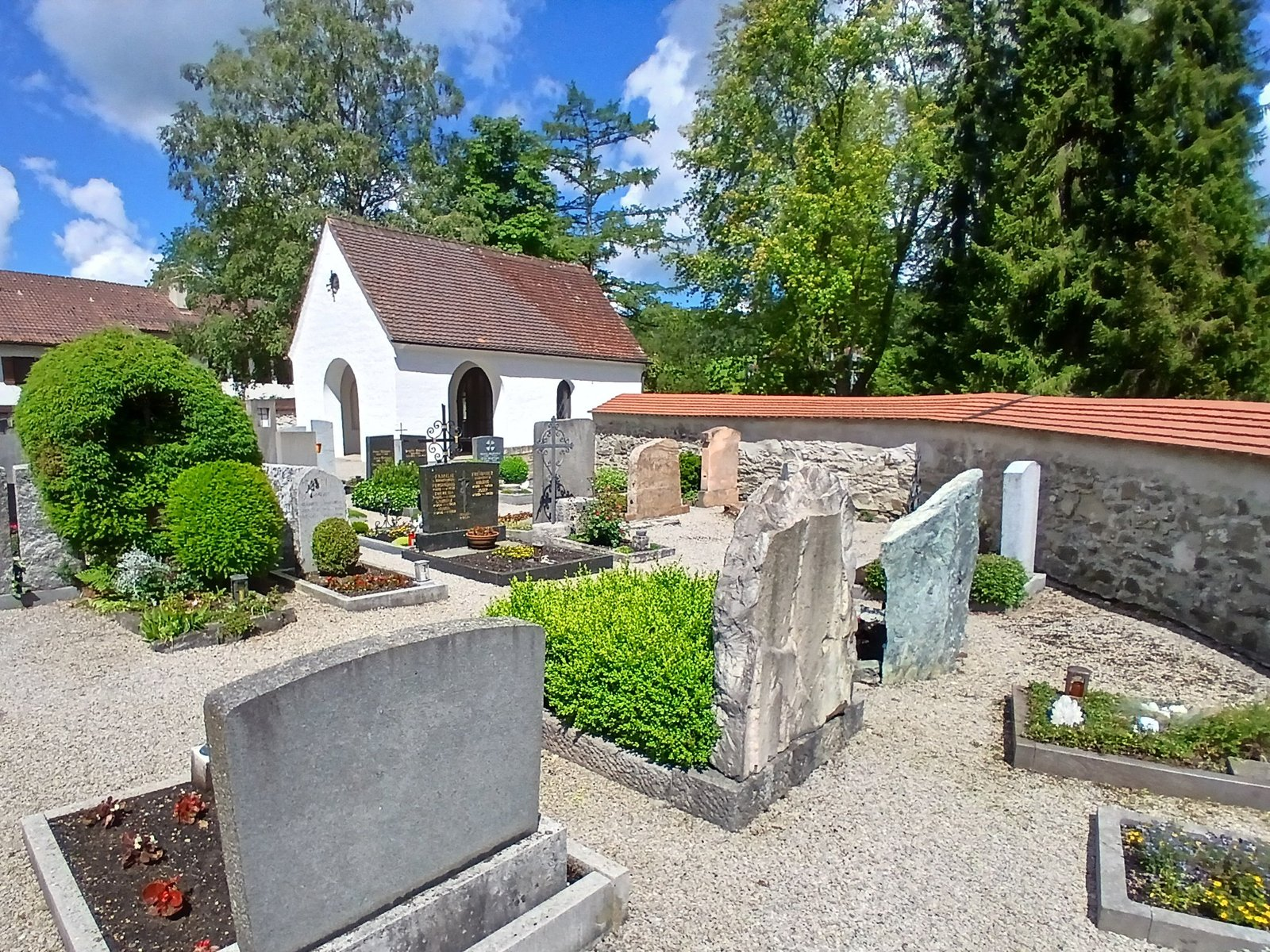
Kirchfriedhof

Der Kirchfriedhof von St. Peter und Paul wird von der katholischen Pfarreiengemeinschaft Füssen betrieben. Nördlich an den Kirchfriedhof grenzt der Städtische Friedhof Hopfen am See an, von dem er durch eine Mauer mit Durchgang getrennt ist.
Zu den auf dem Kirchfriedhof beigesetzten bekannten Persönlichkeiten gehören:
- Carl Benedek (1902–1967), österreichischer Jugendbuchillustrator (Grab aufgelassen)[6]
- Jörg Modlmayr (1905–1963), Heimatdichter (Lage)[7]

## Geschichte der Pfarrei Hopfen

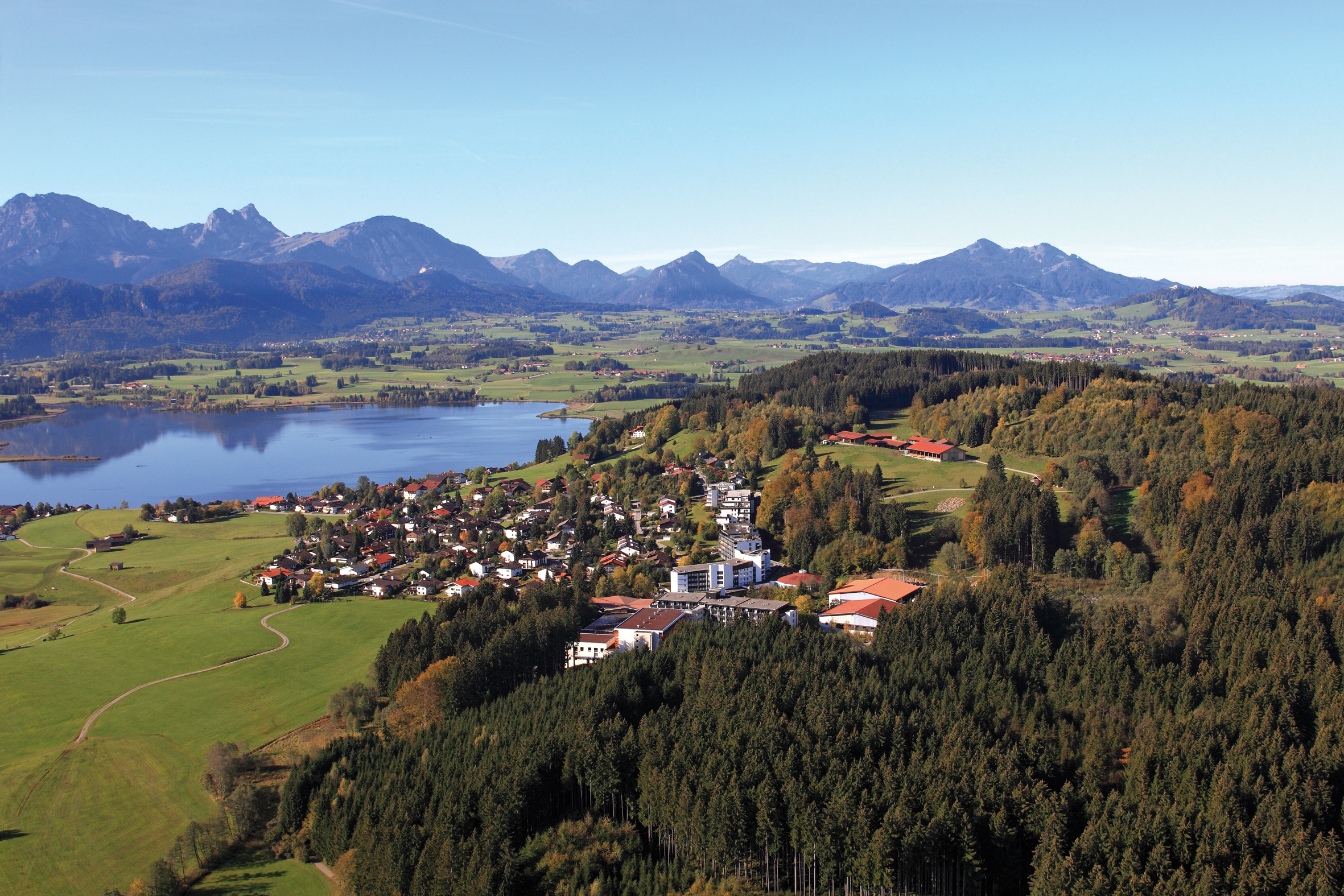
Blick über Hopfen am See, im Vordergrund die Fachklinik auf dem Enzensberg

Der älteste urkundliche Beleg für die Existenz des Ortes Hopfen stammt aus dem Jahr 1172, doch kann man davon ausgehen, dass sowohl der Ort als auch die Burg Hopfen deutlich älter sind. Die Burg Hopfen war Sitz des welfischen Ministerialengeschlechts der Herren von Hopfen. Die Hopfener Kirche dürfte in ihrer Frühzeit die Eigenkirche dieser Ministerialen gewesen sein. Zu Beginn des 13. Jahrhunderts gelangte die Burg Hopfen in den Besitz des Augsburger Bischofs. Nachdem auch Füssen im Jahr 1313 in fürstbischöflichen Besitz übergegangen war, wurde das Propstamt Füssen eingerichtet. Als Verwaltungsmittelpunkt dieses Propstamtes diente zunächst die Burg Hopfen; 1322 allerdings wurde der Verwaltungssitz auf das Hohe Schloss in Füssen verlegt und Hopfen verlor an Bedeutung.
Eine Pfarrei in Hopfen existierte wohl etwa seit 1100; sie umfasste auch das herrschaftlich Eisenbergische Gebiet und reichte damit fast bis Nesselwang. Da die Hopfener Kirche nicht im Zentrum dieses Gebiets lag, wurde 1533 in Zell eine eigene Kaplanei und 1787 eine selbstständige Pfarrei eingerichtet. Hopferau erhielt 1504 ein Schlossbenefizium und 1876 eine eigene Pfarrei.
Die Gemeinde in Hopfen wurde um die Zeit des Dreißigjährigen Krieges durch die Pest stark dezimiert.
Hopfen blieb bis 1925 eine selbstständige Pfarrei und wurde danach wegen der geringen Größe der Gemeinde eine Vikarie. Seit 1937 wird Hopfen vom Füssener Franziskaner-Guardianat geleitet. Die Entwicklung Hopfens zum Kur- und Touristenort und die Einrichtung des Sanatoriums und der Fachklinik auf dem Enzensberg führten zu einer Ausweitung der seelsorgerlichen Aufgaben; die Fachklinik Enzensberg besitzt seit 1987 eine eigene Hauskapelle.